# 天祝西站
天祝西站，是兰张高速铁路沿线高鐵站，位於甘肅省武威市天祝藏族自治县，於2024年6月29日正式開通運營。

## 车站设计
天祝西站设计的主题是“高原明珠，魅力天祝”，以体现天祝雪域高原的地方特色及民族风情。主体建筑为两层混凝土框架结构，天祝西站建筑总面积3000㎡，站场规模为2台4线，最高聚集人数设计为600人。

## 历史沿革
2018年5月29日，甘肃住建厅印发《关于新建铁路兰州至张掖三四线中川机场至武威段规划选址的公示》
2022年8月，天祝西站開工
2024年
3月28日，兰张高铁中川机场至武威东段全线联调联试
5月8日，兰张高铁新建线路进入30天的运行试验阶段
6月29日，兰张高铁中川机场至武威段开通运行，天祝西站同步投入服务

## 周边设施
停车场
站前广场及活动区